# Arroio Itaquarinchim
O arroio Itaquarinchim é um arroio brasileiro do estado do Rio Grande do Sul. O arroio nasce ao norte do município de Santo Ângelo, no distrito de Comandaí, passa pelo distrito de Sossego e circunda grande parte da zona urbana, até desaguar no rio Ijuí. Itaquarinchim é uma palavra oriunda do guarani, que significa "rio do vale das pedras".

## Pontes
- - Ramal Cruz Alta–Santa Rosa[2]